# Lehóczky József
Királylehotai, majd kisrákói Lehóczky József (Békés, 1829. október 1. – Orosháza, 1899. március 11.) római katolikus plébános.

## Élete
Lehóczky Lajos főszolgabíró és Novák Jozefin fia. Iskoláit elvégezve, 1846-ban a nagyváradi egyházmegye papnövendékei közé állott. 1848-ban, miután báró Bémer László püspök a nagyváradi papnevelő épületét odaajándékozta honvédlaktanyának, Lehóczky társaival a szatmári papnevelőbe küldetett és még azon évben hat váradi és hat szatmári növendéktársával a városban időző lengyel Zsurnay huszárezredesnél jelentkezett honvédnek. Így jutott a III. éves kispap az I. honvéd-vadászezredbe; azonnal altiszt lett és megkezdte a híres hátrálást Görgei Artúr táborával Kassáig, és 1849-ben részt vett a szerencsétlen szélaknai csatában; háromszáz bajtársával a kassai kórházba jutott, ahonnan gyógyultan megszökött, és Kiss Ernő hadi főparancsnoknál jelentkezett. Ez kinevezte hadnagynak és a II. székely vadászezredhez Kolozsvárra rendelte; több ütközet után Zsibón Kazinczy Lajos táborával tette le a fegyvert; ezután bujdosva, szülőföldjére menekült. Újra kispap lett Egerben, ahonnan Nagyváradra küldték; 1852. október 15-én lelkésszé szentelték. Segédlelkész volt két évig Szentjobbon, azután Újkígyóson és Nagyváradon. 1860-ban plébános lett Bikácson, 1872-ben Mezőkeresztesen, 1874-ben Szentandráson; 1879. szeptember 29-én költözött Orosházára, ahol egészen haláláig plébános volt. 1864-ben Rómában létekor az ott felajánlott pápai kitüntetést visszautasította és ekkor és ott kapta a „Frater” nevet.
Cikkeket írt az egyházi lapokba, különösen a Magyar Államnak volt munkatársa Frater Josephus névvel; egyházi beszédei is jelentek meg a Jó Pásztorban, a Havi Közlönyben és a Pátkai-féle gyűjteményben; a Szent Család Naptárának is munkatársa volt.

## Munkái
- Emlékkoszorú, melyet Simonides Károly első szent miséje ünnepélyére fűzött egy falusi néplelkész. Bpest, 1877 (Ism. Prot. Egyh. és Isk. Lap 1877. 40. sz.)
- Ünnepi beszéd ft. Frint Mihály szentszéki ülnök, kiérdemült papnöveldei lelkész és tanár ötvenéves áldozárságának jubileumára. Orosháza, 1884
- Alkalmi egyházi beszéd, melyet a mezőhegyesi lelkészi állomás száz évi fennállása jubileumi ünnepén 1855. decz. 8. mondott. Ugyanott, 1885
- Frater Josephus adomái, ötletei és jellemvonásai. Elcsevegi Noviczius Gaudenczius. Eger, 1892 (Kiadta Babik József)
- Lehoczky József (Frater Josephus) Ünnepi és alkalmi szent beszédei. Összegyűjtötte és kiadta Bartha István. Orosháza, 1896 (48 szent beszéde, életrajzával és arczképes névaláirásával)